# HD 149485
HD 149485，又名CP-60 6594，SAO 253638、HR 6167，是一颗恒星，视星等为6.18，位于銀經327.24，銀緯-9.37，其B1900.0坐标为赤經16h 30m 1.8s，赤緯-60° -9.37′ 11″。